# Yukari Sahaku
Yukari Sahaku (佐伯由香里?, Sahaku Yukari; Chiba, 5 novembre 1988) è una mezzofondista e maratoneta giapponese.

## Palmarès
| Anno | Manifestazione | Sede    | Evento        | Risultato | Prestazione | Note |
| ---- | -------------- | ------- | ------------- | --------- | ----------- | ---- |
| 2009 | Mondiali       | Berlino | 10000 m piani | 18ª       | 33'41"17    |      |

## Altre competizioni internazionali
2008
- Oro alla maratona di Hokkaidō ( Hokkaidō) - 2h31'50"

2009
- Argento alla maratona di Tokyo ( Tokyo) - 2h28'55"